# 종교 개혁

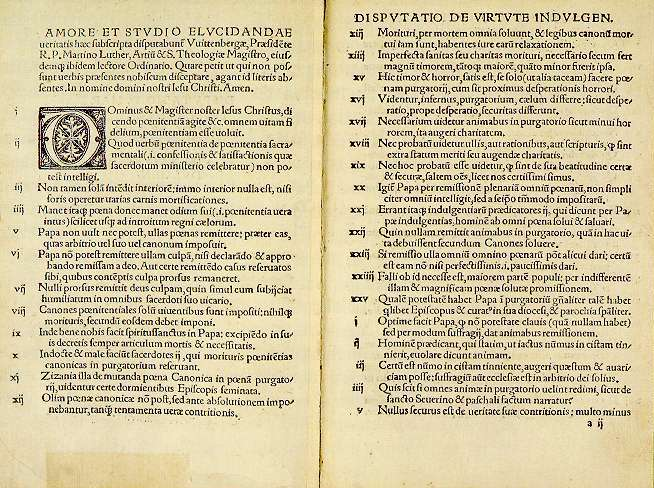
95개조 반박문

종교 개혁(라틴어: reformatio, 독일어: Reformation, 영어: Reformation) 혹은 프로테스탄트 개혁(영어: Protestant Reformation, European Reformation)은 서방교회의 개혁을 위한 교회 내부 운동이다. 1517년 10월  31일 종교 개혁가 마르틴 루터가 당시 교황을 중심으로 하는 서유럽 정치와 서방교회의 면죄부 판매, 연옥에 대한 교황권 주장, 그리고 공로사상을 비판한 내용의 95개조 반박문을 발표하는 사건으로 출발하여 다섯 솔라로 요약되는 교리를 주장한 데에서 출발하여, 부패한 교황제도 중심의 서방교회와 서방교회의 제도를 새롭게 개혁시키고자 했던 서방교회 개혁 운동이다. 중세의 종말과 근세의 개시를 알리는 사건으로 보기도 한다.
마르틴 루터의 95개조 반박문 부착 이전에도 이미 서방교회 내부에 존 위클리프, 얀 후스, 윌리엄 틴들, 사보나롤라, 웨셀 간스포트와 같은 선구자에 의해 시작된 종교 개혁가들의 신학운동이 있었다. 이미 교회 개혁은 중세 르네상스 인문주의자의 영향을 받았다. 인문주의자들의 방법을 통하여 성경을 원문으로 해석하고 오직 성경(sola scriptura)을 강조함으로써 복음의 기록, 성경의 권위를 16세기 서방교회의 모든 제도인 교황과 교회직제, 교회전통보다 더 높은 권위에 두었다.

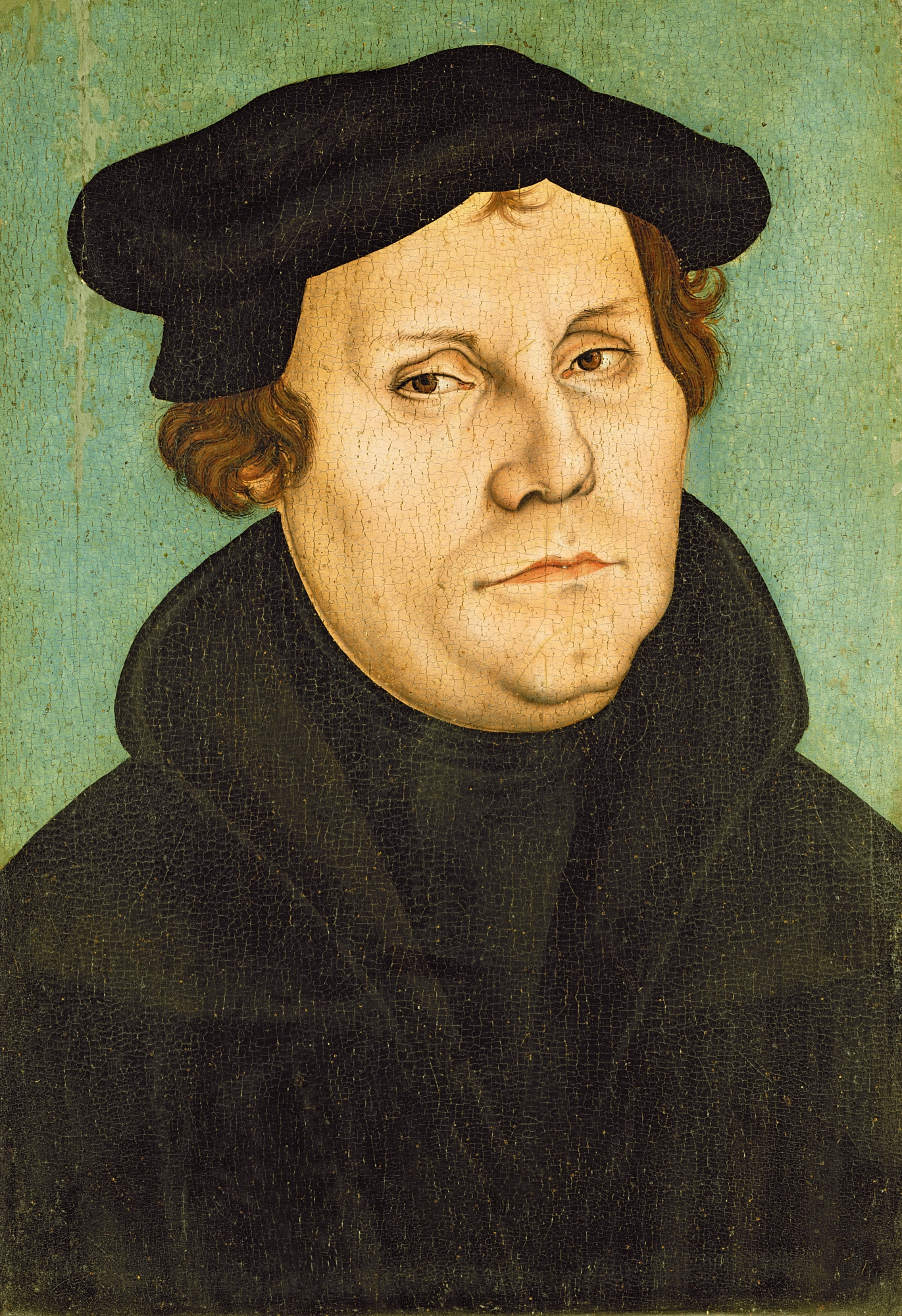
마르틴 루터

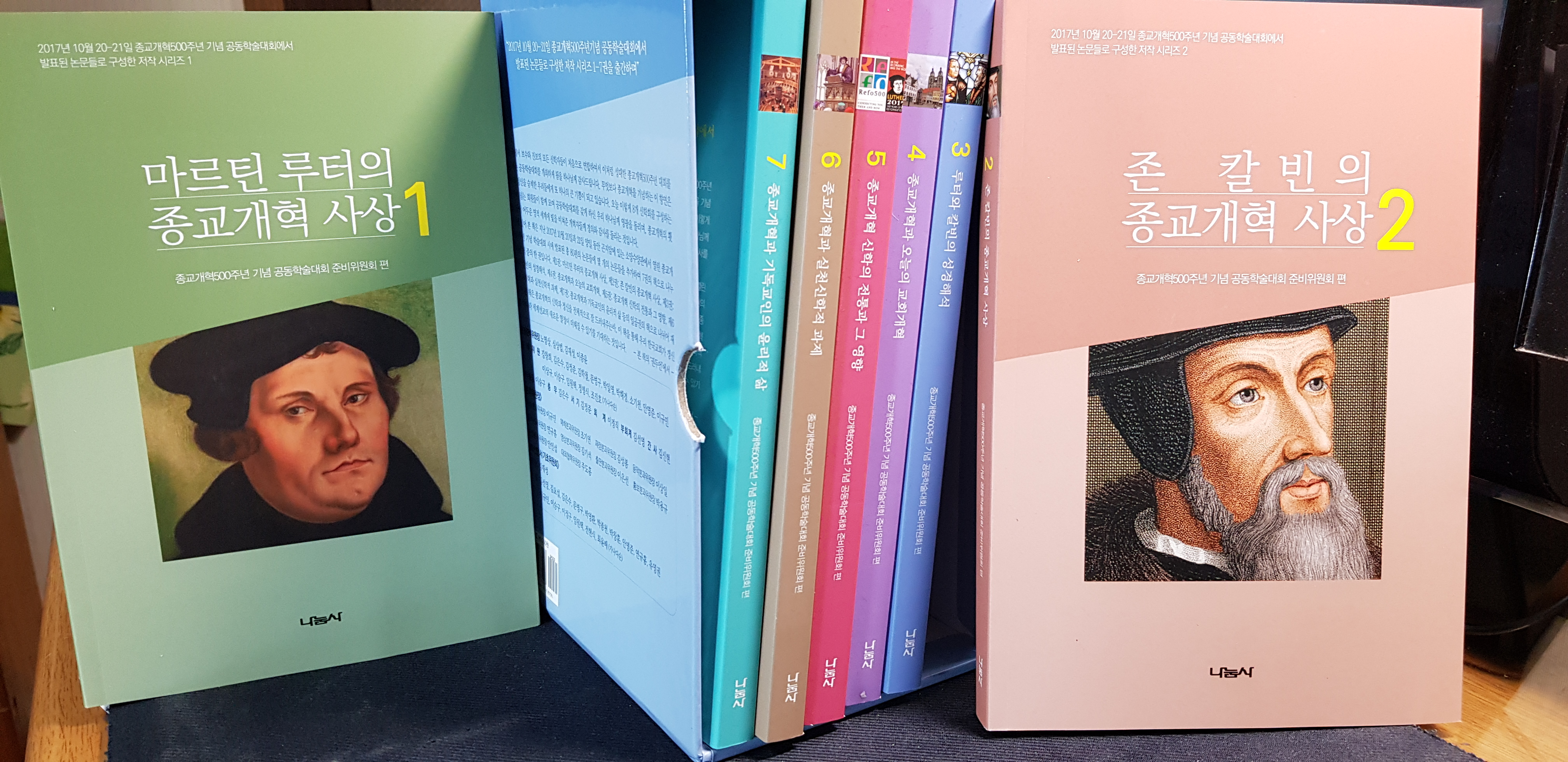
종교개혁500주년기념공동학술대회 도서들

## 종교 개혁의 요인
16세기 서방교회의 '종교개혁'은 서방교회의 누적된 문제들인 10세기부터 서방교회내 창부정치, 정치세력의 꼭두각시 교황, 메디치 가문과 타가문의 정치장이 된 교회, 권력자로서 교황과 일부 성직자들의 도덕적 해이 만연, 라틴계 민족과 게르만계 민족 차별, 차별적 세금부과, 이탈리아 통일의 정치적 활용, 로마의 대형성당 건설을 위한 면죄부 판매 등까지 교회 내 권력 문제를 개혁하기 위한 운동이었다.
이 운동은 서방교회 개혁 찬성파인 개혁자들의 복음중심주의를 바탕으로 양심과 지성에 뿌리를 둔 서방교회 개혁운동이었다. 서방교회 개혁 반대파인 교황중심주의자들과 대립한 마르틴 루터와 같은 개혁자들은 옳지 못한 것을 보고 분노를 느끼는 단순한 정의감이 아닌, '교황중심주의'적 서방교회의 초야권을 행사한 영주에게 발부하는 면죄부까지도 포함하는 면죄부 판매와 같은 문제점들을 성경적으로 반박하며 95개조 반박문을 내걸기에 이르렀다. 그런데 16세기의 신앙개혁의 모습을 보면 루터만이 아니라 그 이전에도 그런 조짐을 보였다.
수도원 운동을 통해 교회를 개혁하고자 시도하고, 방탕한 생활을 지탄하며 금욕적 생활을 추구했었다. 잘못된 서방교회의 제도인 교황권에 대한 개혁을 위해 위클리프, 롤라드, 얀 후스, 틴데일과 같은 많은 선구자들의 순교가 있었다. 종교개혁의 여러 배경을 3가지로 설명된다.

### 도덕적 요인
서방교회가 베드로 대성전 건립을 위한 기금을 마련하기 위해서 면죄부를 파는 장사가 루터의 반발을 가져왔다. 그 외에도 성직매매가 이뤄지는 경우가 있었는데 이는 명백히 공식적 교리에 반대되는 일이었다.
교황 제도의 서방교회 일부 성직자들 가운데 12세기 라테란 공의회 이후 신부의 독신의무를 올바르게 지키지 않고 연인을 두는 도덕적 해이가 나타났다. 서방교회 개혁의 바람이 불던 16세기 교황들은 공공연하게 제도를 비웃으며 군림하였고, 16세기 교황들인 율리오 2세는 밀회와 동성애를, 그레고리오 13세는 사생아를, 바오로 3세는 연인관계를, 레오 10세와 율리오 3세는 동성애를, 그 밑의 주교와 사제들의 일부 가운데에도 도덕적으로 온전한 생활을 하지 않는 경우가 있었다.

### 지적인 요인
르네상스는 유럽의 지적인 생활에 근본적인 변화를 가져오게 했다. 고대 문학에로의 복귀, 개인주의적 각성, 몽골 제국의 서진과 지리상의 발견에 따라 동서 문화의 교류, 봉건 제도의 붕괴에 뒤따른 상업인구의 격증, 스콜라 철학의 퇴조와 함께 등장한 신학자 오컴의 윌리엄의 사상과 같은 다양한 사상의 등장은 이 모든 것들이 중세의 사상적 기초를 흔들었다.
그리고, 동로마제국에 오스만제국의 침략으로 당시 교회의 전통을 보전하던 동방교회 지역에서 기독교 신학과 헬라 철학을 기록한 다양한 헬라어 사본을 그나마 안전한 기독교 지역이었던 서방교회로 학자들이 이주하며 옮겼다. 이외에도 비잔틴 지역의 혼란을 틈타 서적 사업가들이 수백권의 헬라어 필사본들을 서유럽 지역으로 가지고 와서 판매하였다. 이런 헬라 사상과 초기 기독교 헬라어 문헌들의 대규모 등장은 헬라 문화에 대한 재발견으로 서유럽인들은 인문주의와 새로운 유럽 문화를 조망하였다.
북유럽에서는 인문주의가 대학가를 휩쓸었다. 르네상스 인문주의자에 뒤따른 새로운 학문열은 헬라어로 작성된 바울 등의 사도들과 그들의 제자들인 속사도들의 기록과 더불어 초대교회의 교의를 세워 교회의 아버지로 존경받는 교부들의 신학과 성서 원어인 히브리어와 헬라어 연구를 장려했으며, 종교개혁의 사상적 배경을 제공하여 주었다. 중세의 지식사회는 성서적 인문주의의 세찬 도전을 받기에 이르렀다.

### 사회적 요인
십자군 이후 봉건 사회가 점차 무너지면서 상업의 발달로 농업 경제가 상업 경제로 옮겨지는 과정에서 사회의 구조에 변화가 생겼다. 국가주의의 등장으로 스페인과 프랑스에서는 교회가 국가의 지배 아래 들어가게 되고 교황청의 "아비뇽 유수"로 인한 교황권의 몰락은 교회 개혁을 가속화했다. 로마교회의 레오 10세의 지나친 사치와 유지를 위해 교황청이 부과한 조공의 상승은 라틴족과 게르만족에게 부담을 주었으며, 특히 게르만족 백성들의 원망을 사게 했고, 교황청의 권위의 남용을 루터가 개혁하기 시작했다.

## 주요 인물들
종교개혁 찬성파의 사상은 크게 개선주의와 재건주의로 나뉘어 발전하였다. '개선주의'인 독일의 루터와 영국의 크랜머는 복음을 기록한 성경을 바탕으로 공교회 전통에서 발전한 서방교회의 전통을 존중하나, 비기독교적 요소는 제거해야 한다는 사상을 지녔고, '재건주의'인 스위스의 츠빙글리, 칼뱅은 복음을 기록한 성경을 바탕으로 초대교회와 초기 공교회 전통을 존중하나 서방교회 전통은 제거하고 재건해야 한다는 사상을 지녔다. 특히 칼뱅의 사상을 개혁주의로 구분하기도 한다.

### 마르틴 루터
1517년 10월 31일 마르틴 루터는 비텐베르크 대학교의 교회 정문에 95개조 반박문을 붙였으며, 신약성서와 구약성서를 독일말로 번역하여 누구나 성서를 읽을 수 있도록 하였다. 당시 게시물이나 중요한 일을 교회 정문에 붙이는 관행에 따라서 이해한 것이다. 하지만 95개조 반박문을 교회 정문에 못 박았다는 것에 대해서 역사적 상상력에 불과했다는 주장이 제기되고 있다. 루터의 반박문을 증명하는 유일한 문서인 요하네스 슈나이더(Johannes Schneider)의 육필원고를 살펴보면 다음과 같이 적혀 있다. "1517년 루터는 엘베 강변 비텐베르크에서 대학의 오랜 관습에 따라 모종의 명제를 논쟁용으로 제출했으나, 너무나 조심스러운 형태라서(modeste) 누군가를 비방·중상할 의도를 찾아볼 수 없었다". 이런 관점을 반영하면 종교개혁은 처음에는 가톨릭 체제에 대한 급진적인 투쟁이 아니라 면죄부 판매와 교황의 권위에 대한 신학적 비판이 조심스러운 형태로 촉발되었을 것으로 보인다.

### 울리히 츠빙글리
독일에서 루터를 중심으로 개혁 운동이 일어남과 더불어 스위스에서는 츠빙글리에 의해 프로테스탄트 개혁운동이 일어났다. 루터보다 조금 후인 1519년 스위스 취리히에서는 츠빙글리가 교회의 예배 형태를 개혁하기 시작했다. 성경에 근거한 철저한 개혁을 주도하였다.

### 장 칼뱅
이러한 가운데, 스위스의 제네바에서는 칼뱅의 세속적 신앙운동이 꽃을 피웠다. 칼뱅의 제자였던 존 녹스는 스코틀랜드로 가서 개혁교회(Reformed Church) 신학을 전함으로써 스코틀랜드에 장로회 전통을 심었다. 지금도 스코틀랜드의 국가 신앙은 장로회이다. 가톨릭의 십자가를 통한 신앙이 세속과 권력이 대신하게 되면서 세계의 역사는 달라지게 된다.

### 토머스 크랜머
케임브리지 대학교 학생 때부터 종교개혁자 마르틴 루터의 사상의 영향을 받은 토머스 크랜머 대주교는 1549년 영문 성공회 기도서를 작성하고, 아침, 저녁기도와 감사성찬례 때마다 라틴어 성서가 아닌 영문 성서를 쓰도록 하여 성공회 신앙의 토대를 마련하였다. 하지만 로마가톨릭 신자인 메리 1세가 집권하여 영국의 국가 신앙을 로마가톨릭으로 다시 바꾸고, 성공회와 프로테스탄트에 대한 탄압으로 이어지면서 크랜머 대주교는 휴 레티머, 니콜라스 리들리 주교 등과 함께 화형으로 순교하였다. 이러한 영국의 신앙 개혁 전통은 세계 성공회 공동체 성격 형성에도 영향을 주어, 현재 각 지역 성공회 교회들은 자신들이 속한 지역말로 만든 성공회 기도서와 성서를 사용하고 있다.

### 종교 개혁가들의 사상
종교 개혁가들의 신학사상은 루터의 이신칭의, 츠빙글리의 하나님의 말씀의 권위, 칼뱅의 하나님 중심으로 설명된다. 이들의 신학사상을 종합하면 다섯 솔라로 설명이 된다. 서방교회를 변화시키기 위한 종교개혁 사상은 크게 두 줄기의 흐름을 형성했다. 루터의 '온건적' 종교개혁 사상과 츠빙글리와 칼뱅의 '급진적' 종교개혁 사상으로 구분된다. 온건적 종교개혁 사상은 공교회와 서방교회의 전통을 존중하며, 서방교회의 전통 중에서 공교회 전통과 성경에 따라 기독교적이지 않은 부분을 제거하는 서방교회에 대한 '개선주의' 종교개혁 사상을 형성하였다. 급진적 종교개혁 사상은 서방교회의 전통이 기독교의 정신을 심하게 훼손하였으므로 공교회 전통과 성경에 따라 서방교회를 새롭게 세워야 한다는 '재건주의' 종교개혁 사상을 형성하였다.

#### 다섯 솔라
종교개혁가들의 신학사상은 다섯 솔라(Five Solas)로 요약된다:
- 솔라 스크립투라(Sola Scriptura, 오직 성경): 진리냐 아니냐의 최종 권위는 오직 성경에 있다는 뜻이다. 다시 말해, 성경만이 그리스도 교리의 유일한 원천이며 성서 밖에서 해석할 필요가 없다는 것이다.
- 솔루스 크리스투스(Solus Christus, 오직 그리스도): 인간은 스스로 구원할 수 없고, 오직 십자가에서 억조창생의 죄값을 다 받고 하나님의 의를 완전히 이룬 예수 그리스도의 은총을 덧입는 것뿐이라는 뜻이다.
- 솔라 그라티아(Sola Gratia, 오직 은혜): 구원에 필요한 예수 그리스도의 공효를 덧입는 것은 전적인 하나님의 선물로써 하나님이 인간 쪽에 아무런 조건을 찾지 않는다는 뜻이다. "믿음" 역시 하나님의 선물이며, 믿음은 구원의 은총을 받는 '통로' 역할을 할 뿐이며 행위의 '대가'로 구원을 받지는 않는다고 주장하였다. 오직 은혜와 오직 믿음 교리는 인간의 신앙적 행위를 강조하는 업적의를 비판하는 데 목적이 있다.
- 솔라 피데(Sola Fide, 오직 믿음): 하나님이 내리시는 은혜는 오직 믿음을 통하여 받을 뿐이지 다른 어떤 것이 요구되지 않는다는 것이다.
- 솔리 데오 글로리아(Soli Deo Gloria, 오직 하나님께만 영광): 구원은 하나님이 시작하고 완성하시는 일이며 거기에 인간이 참여하는 부분은 없기 때문에 모든 영광을 하나님이 받으신다는 내용이다.

## 독일의 개혁
독일의 개혁은 정치적 상황과 교회의 각종 모습을 살펴보아야 한다. 루터의 외침이 독일인들, 그중에서도 특히 세속 제후들에게 호소력이 있었던 것은 어디까지나 교황청으로부터의 경제적·정치적 자유를 얻는 데에 있었기 때문이다.

### 개혁 이전의 독일의 정치적 상황
개혁 이전의 독일의 상황은 다른 나라들과는 차이가 있었다. 이탈리아는 교황청이 위치한 나라로 십자군 전쟁 이후로 도시의 발달과 봉건 제도에 도전하는 단계에 있었다. 프랑스는 십자군 전쟁과 백년전쟁 등을 거치면서 세력을 키웠고, 스페인은 1492년 이래로 통일 왕국 시대를 맞이해서 해상무역권을 독차지하고 있었다. 잉글랜드와 스코틀랜드는 주변국들의 간섭으로 힘을 제대로 발휘하지 못했으나 지리적인 이점을 가지고 있었다.
이러한 상황에서 교황청의 힘이 가장 강력히 미칠 수 있었던 곳은 독일뿐이었다. 그리고 독일인들의 보수적인 기질마저 겹쳐져서 교황청의 시녀 노릇을 자처하였다. 각종 세금성 헌금을 바치는 등 독일은 교황청의 재정적 수입의 원천이었다. 그러나 독일은 신성로마제국의 황제의 통치 아래 대봉건 영주들의 총회의를 두고서 제국을 통치하였다. 공동의 주전법으로 화폐를 통일시키고 관세법을 통일시킴으로써 하나의 의회 아래에서 통일 국가의 형태를 가지고 운영되었다.
이러한 상황에서 1486년 신성로마제국의 황제로 선출되었던 막시밀리안이 1519년 1월에 죽고 부르군디의 필리프의 아들이며, 스페인의 왕 페르디난도와 이사벨라의 손자인 카를 5세가 1519년 6월 선제후들의 손에 의해서 새로운 황제로 선출되었다. 카를 5세는 독일계 스페인 사람이었다.

### 신의 이름으로 자행된 교황청의 착취
문예부흥과 더불어서 각종 예술의 부흥이 유럽 전역에서 일어남과 동시에 교회도 예술적인 감각을 도입하였다. 역대 교황들은 취임과 더불어서 자신의 임기 동안에 거대한 성당과 궁전을 짓고 그곳을 예술적으로 아름답게 치장하는 것을 일생의 보람과 업적으로 생각하였다. 이러한 큰 사업을 감당하기 위해서는 자금이 필요하였다. 그 자금원은 광활한 토지를 소유하고 있는 세속 제후들이었다.
루터가 그의 논문 "독일 그리스도 귀족에게 보내는 글"을 통하여 독일 내에서 개혁되어야 할 폐단 27종류를 열거하였는데 이것은 모두 이러한 로마 교황청의 수탈과 관련되어 있었다. 그 가운데에서 대표적인 것으로 폐해가 컸던 초입세(사제가부임하여 첫 수입을 교황청에 납부하는 제도), 팔리움, 보류권, 사라센세 등은 각종 공물 제도에 관한 것들이었다. 이 밖에도 조달비, 공석금, 기부금, 십자군 자금 등이 있었다. 그런가 하면 교황청은 십일조를 강요하였다. 이때 건축되거나 제작된 작품 중 유명한 것은 미켈란젤로의 시스티나 성당의 천장 그림 등과 함께 로마 교황청의 베드로 대성전이다. 종교개혁자들의 눈에는 이러한 광경이 신의 이름으로 개인의 호주머니를 털어가는 흡입기를 제도화하고 있는 것으로 비쳐졌다.

### 마르틴 루터 -아우크스부르크 신앙고백발표
- 면죄부 판매

종교개혁의 기폭제는 면죄부(indulgentia)에 대한 논박이었다. 면죄부는 교회가 고해성사의 보속을 면제받는 것을 뜻한다. 초대교회에서는 배교, 우상 숭배, 살인, 간통 등의 죄를 지으면 성만찬에 참여할 수 없고, 교회로부터 추방되었다. 그런데 박해를 받은 신자들이 배교를 하는 일이 생기자 교회에서는 공개적으로 죄를 고백하고 교회에서 부과하는 형벌을 받으면 다시 교회 안으로 받아들여지는 고해성사를 실시하였다. 12세기 이후 중세 교회에서는 고해성사가 개인이 사제에게 죄를 고백하고 자신의 죄를 부끄러워하면, 사제가 죄의 용서를 선언하고 기도, 금식, 자선, 교회에 대한 기부 등의 일정한 벌에 대한 만족(Satisfacio)를 주기 위해 개인고해로 바뀌었다. 가톨릭교회에서는 고해성사의 형벌 즉 보속을 다 이루지 못하고 죽으면, 연옥에서 벌을 받아서 죄를 정화한 후 천국으로 간다고 믿는다. 그리고 이 보속이 면제되는 것이 흔히 '면죄'이다. 면죄는 일정한 조건을 완수하면 주어지며, 면죄를 얻은 사람은 보속이 면제된다. 이러한 행위는 오늘날의 천주교회에서도 존재하며, 주로 기도나 성지순례 등이 면죄의 조건으로 제시된다. 그러나 11세기 말부터 '헌금으로 인해 주워지는 면죄'가 본격적으로 출현했고, 르네상스 시대에 극에 달했다. 교황 레오 10세는 베드로 대성당을 짓기 위해 1506년 헌금을 통한 면죄부를 선포하였으며 특히 독일 지방에 선포된 다음 조건들이 논란에 휩싸였다.
1. 지은 죄를 회개하고 다시 죄 짓지 않기로 마음먹은 뒤 사제에게 가서 고해성사를 보아야 한다.
2. 적어도 지정된 일곱 개 성당을 순례하여야 하며, 순례할 때마다 우리 죄를 대신 속죄하여 주신 주 예수의 오상(양손, 양발, 옆구리)을 기념하고 공경하는 뜻으로 주의 기도와 성모송을 다섯 번씩 열심으로 바치거나 또는 "하느님, 자비하시니 나를 불쌍히 여기소서..."(시편 50)를 바쳐야 한다.
3. 성 베드로 성당 건축비로 응분의 헌금을 바치는 것이 좋다. 그러나 하늘나라는 가난한 사람이나 부자나 다 같이 갈 수 있도록 열려 있으므로, 돈이 없는 사람들은 헌금 대신 기도와 대재(금식재)로 면죄 받을 수 있다.
여기서 문제가 된 것은 세 번째 조건이다. 이 조건만 본다면 헌금은 의무가 아니며, 교황 역시도 "헌납자는 각자의 형편에 따라 헌납해야 한다"라고 언급하였으나, 일부 성직자들이 대사를 이용해서 부를 축적하였고, 대사 전문 판매원이 등장하는 등 많은 폐단이 발생하게 된다. 한편 세 번째 조건의 헌금이 강제였다는 오해가 많이 퍼져있으나 원칙적으로는 자발적인 헌금이었고, 루터의 비판 역시도 '면죄부의 강제성'이 아닌 '면죄부의 효력'에 대한 것이다. 이 시기 대사 전문 판매원의 예로 다음 사례를 들 수 있다. 독일의 마인츠 대주교 알브레히트는 그의 초입세(사제가 처음 부임하여 얻은 헌금을 교황에 지불하는 것) 납부하기 위해 면죄부 수입에 열을 올렸다. 알브레히트의 면죄부 판매원인 도미니크회의 수도사 테첼을 시켜서 면죄부를 팔게 했다. 테첼은 "단순히 면죄부를 산 사람만의 죄가 아니라 그의 부모 친지의 영혼조차 면죄부를 산 돈이 금고에 떨어져 짤랑거리는 소리와 함께 연옥으로부터 튀어나온다"는 식의 과대 선전을 하면서 면죄부 판매에 열을 올렸다. 테첼과 같은 면죄부 판매원들은 "면죄부 헌금을 내는 순간 그만한 교회의 영적인 은혜를 얻기 때문에 자기 죄를 회개할 필요가 없다"는 식으로 설교를 하였고 "이미 죽은 사람을 위해서도 면죄부를 살 수 있으며 이때도 고해성사나 회개의 필요가 없이 오직 돈을 가지고 오면 연옥의 영혼이 구제 받을 수 있다"고 주장하였다. 이리하여 종교개혁 직전에 면죄부가 엄청난 숫자로 팔렸으며 이는 당시 교인들의 신앙심과 미신적인 요소에 대해 측정을 가능하게 하는 지표가 되었다.
결국 이는 마르틴 루터의 종교개혁을 초래했다.
마르틴 루터는 서방교회의 교황청 세력이 현세의 소유와 권리를 포기해야 하며 초입세와 면죄부 판매, 십자군 전쟁세 등 부조리한 관행을 없애야 한다고 선언했다.

#### 95개 논제
면죄부 판매로 구원을 거래하는 서방교회 교황청의 부패를 인식한  마르틴 루터는 1517년 10월 31일 면죄부 판매에 반대하는 95개 조항이 담긴 서신을 작성하여 마데부르크의 알브레히트 주교에게 건의하였다. 그가 보기에 "모든 주교는 하느님의 백성이 복음과 그리스도에 대한 사랑을 배우도록 도와야 하는" 사람이었다.그는 자신이 생각하는 내용을 당시 관습에 따라 성 교회의 북쪽 문에 붙였는데 이 날이 10월 31일인지는 논란이 많다. 루터는 면죄부 판매, 즉 교황청의 수입원이었던 고해성사의 문제점을 논박하고 교황의 권위도 부정함으로써 당시 서방교회를 유지시키던 기존 교황중심주의 질서에 대해 투쟁하였다. 그의 개혁사상은 14일안에 95개조 반박문이 독일 전역에 깔린 것에서 알 수 있듯이 독일 사람들의 찬성을 받았다. 서방교회의 개혁 반대 세력 중심인 교황청에서는 루터가 위험한 인물임을 알고는 아우구스부르크에 소환하여 심문하였고, 1521년 보름스 국회로 불러들여 루터의 책들이 불온서적임을 시인하라고 강요하였다.
- 95개조 논제의 주요내용

루터는 95개조 논제에서 회개를 강조하였다. 루터는 신약성서의 가르침에 따라 회개한 신자는 십자가를 멀리하지 않는다고 선언함으로써 구원을 돈을 주고 사는 대사의 값싼 은혜가 아닌,그리스도의 십자가에서의 수난과 죽음을 통한 값비싼 은혜를 구해야 한다고 보았다. 또한 그는 그리스도인은 '우리가 우리에게 잘못한 이를 용서하듯이 우리의 잘못을 용서하시고'라는 주기도문의 내용에 따라 일생동안 회개를 함으로써 육신의 정욕을 억누르고 성령의 열매를 맺고자 하는 새로운 삶을 살려고 한다고 보았으며, 회개한 자에게는 하느님께서 징계의 뜻으로 주시는 형벌이 부과되지 면제되지 않는다고 논박했다.

#### 라이프치히 논쟁
1519년 에크와 루터 사이에 라이프치히 신학 논쟁이 개최되었는데, 논쟁에서 루터는 구원받기 위해 교회는 복음중심주의를 따르며, 교황을 인정하는 교황중중주의는 필요 없다고 반박하였고, 콘스탄스 공의회(1414 - 18)가 얀 후스를 잘못 정죄한 것을 들어 교회의 공의회조차도 과오를 범할 수 있다고 보았다. 또한 제2바울 서신인 즉, 기독교가 예수 운동(Jesus Movement)에서 직제를 형성한 제도적 신앙으로 발전하면서 바울의 이름을 빌려서 등장한 서신인 에베소서 1:22-23을 논거로 하여 교회의 머리는 교황이 아니라 오직 만물의 우두머리이신 그리스도뿐이라는 논박을 하였다. 그는 교회의 권위보다 그리스도의 권위를 더 중요하게 생각한 자신의 주장이 공교회적(보편교회적)이라고 확신했다.
마침내 루터는 교황과 서방교회의 개혁 반대파(현재의 천주교)로부터 분리 독립을 선언했으며 교황에게 반감을 가진 독일의 기사 및 시민들이 그를 열렬히 지지하였다. 이날 이후로 루터는 확고한 신념으로 개혁을 추진하였으며, 교황은 서방교회의 개혁 반대파인 수구세력(현재의 로마 가톨릭교회로부터 탄압받았던 개혁 찬성파(현재의 개신교) 신자들에 의해 적 그리스도(Anti-Christ)의 상징이며, 가장 악마적인 존재로 묘사되었다. 당시 독일의 정세는 루터의 개혁을 단순히 영적 차원에만 국한시키지는 않았던 것이다. 상황은 신성로마제국 황제 카를 5세가 보름스에서 소집한 제국의회에 루터가 소환될 정도로 확대된다.

#### 보름스 회의
루터는 자신의 개혁 사상을 변호할 수 있는 기회인 보름스 회의에 참여하여 1521년 4월 18일 독일의 황제 카를 5세에게 다음과 같이 말했다.
| “ | “성서의 증거와 명백한 이성에 비추어 나의 유죄가 증명되지 않는 이상 나는 교황들과 공의회의 권위를 인정하지 않겠습니다. 사실 이 둘은 오류를 범하여 왔고 또 서로 엇갈린 주장을 펴왔습니다. 내 양심은 하나님의 말씀에 사로잡혀 있습니다. 나는 아무것도 철회할 수 없고 또 그럴 생각도 없습니다. 왜냐하면 양심에 반해서 행동하는 것은 안전하지도 못할 뿐만 아니라 현명한 일도 아니기 때문입니다. 하나님이여, 내가 여기 있나이다, 아멘.” | ” |

보름스 회의로 추방령이 내려진 이후 루터는 작센의 제후 프리드리히의 보호로 바르트부르크 성에 은거해 신약성서의 독일어 번역에 임하며, 당시 그의 신약성서 번역은 독일 문학사와 특히 현대 독일어 발전에 주춧돌이 된다. 루터의 과격한 설교와 저서는 곧 서방교회의 개혁 반대파, 독일 교회를 혼돈으로 빠뜨리게 된다.

#### 독일 농민 전쟁과 루터의 좌절
어떠한 일에든지 돌발적인 현상이 잠재적으로 내재해 있다가 시간이 되면 뜻밖의 현상인 것처럼 돌출하기 마련이다. 루터 개인이 보름스회의에 참석할 때까지만 해도 죽음을 각오하고 뒷일을 멜란히톤에게 위임했다. 그러나 루터가 바르트부르크 성에 은신해 있는 사이에 비텐베르크의 분위기는 예상 밖에도 안드레아스 카를슈타트가 주도하면서 시위적 양상이 곁들어 들자 지배계급들의 억압과 착취에 맞선 민중항쟁이 일어난다.
- 독일 농민혁명

14세기부터 16세기의 대변혁기에 이르기까지 독일을 비롯한 유럽 전역에 농민들이 자신들의 권리 회복을 부르짖기 시작했는데 이는 농민들이 지배계급으로부터 착취를 받으며, 신분상 농노에 가까운 취급을 받았기 때문이었다. 이러한 농민들의 사회개혁의지가 루터의 힘을 얻고 1524년 터져 나왔다. 독일 농민들이 지배계급의 착취에 맞서 투쟁한 독일 농민혁명은 더욱 거세게 몰아치면서 도시의 빈민층까지 가세하게 되었다.
- 루터의 보수반동적인 모습

그러나 사회개혁 운동에 농민들이 가담함으로써 가장 피해를 입은 사람은 다름 아닌 루터였다. 지금까지 루터가 교회 개혁을 주도하는 데에는 프리드리히의 막강한 힘이 있었다. 그러나 농민 편에서 프리드리히는 착취자의 전형적인 모습이었다. 이런 상황에서 루터는 힘없는 농민들보다는 힘 있는 선제후들을 지지해야 했다. 이런 상황에서 루터는 지지자들을 잃게 되었으며, 결과적으로 서방교회 개혁 반대세력인 교황청과 타협하지 않을 수 없었으며, 아우구스부르크 협상으로부터 시작해서 자신의 주장이 여러 동조자들과 함께 수정되어서 제출되는 등 혼자의 힘으로 개혁운동을 이끌어 갈 수 없게 되었다.
1524년 혁명을 일으킨 농민들은 파리코뮌 같은 근·현대 사회주의 운동처럼 정치, 사회적 비평사상을 가지고 단결한 것이 아니라, 단지 지배계급의 착취와 억압에 대한 분노 때문에 짧은 시일 내에 결성된 모임체였다. 그래서 내부적인 결속력이 없었으므로 농민혁명 자체나 외부의 대항 세력을 지속적으로 이끌어 갈 수 없었다. 농민들의 혁명은 독일 북부로부터 진압되기 시작하였다. 그래서 1526년에 거의 진압이 되었다. 진압 과정에서 농민군의 사망 수는 100,000-150,000명에 이르렀다. 여기에 가장 큰 피해를 입은 사람은 루터였다. 루터는 농민들이 잠잠해짐으로써 원하는 독일교회의 개혁이 달성할 수 있었다. 그래서 루터는 소요 지역들을 찾아다니면서 농민 운동을 당장 그만두라고 하였다. 이것이 실패할 경우 자신의 신앙개혁 운동에 큰 걸림돌이 되기 때문이었다. 그래서 그는 설교 여행을 떠났으며, 이 기간 동안에 그토록 자신을 지지했던 프리드리히가 사망했다.
루터는 비장한 각오를 하고 비텐베르크로 돌아와서 "농민들로 이루어진 살인과 도적 떼를 반대하며"라는 소책자를 발표했다. 심지어 루터는 이 책자에서 제후들이 농민혁명을 무력으로 진압할 것을 주장하였다. 그가 자신에게 힘이 되었던 제후들, 특히 선제후 프리드리히에게 진 빚을 갚기 위해서 선무 설교 여행까지 감행했던 것을 볼 때에 손을 씻은 빌라도를 연상케 된다. 아무튼 농민 소요가 루터에게 치명타를 가한 것은 사실이다.

#### '루터의 개혁' 평가

##### 사회문제에 대한 보수성
현실권력인 로마 가톨릭에 저항한 루터를 믿고 혁명에 나선 농민들에게 "인간은 신 앞에서는 평등하다"라는 말만 되풀이했다는(현실에서 차별은 있다고 하는 의미) 고사에서 알 수 있듯이 루터에 대한 개인적인 평가와 상관없이 귀족 기반의 개혁을 추진하게 된 관계로 일반 민중들에게 깊숙이 파고들지는 못했다.

##### 종교개혁의 원천, 신학
루터의 종교개혁은 정의감에 근거한 열정만이 아닌, 체계를 갖춘 신학에 근거한 것이었다. 만약 그가 단순히 정의감만으로 나섰다면 탄탄한 신학과 교의로 무장한 서방교회 개혁 반대파인 교황청과 그 세력에 저항할 수 없었을 것이다.

## 스위스의 개혁
스위스는 역사적으로 유럽의 오지에 속하는 척박한 땅으로써 산업이 발달할 수 없는 곳이었다. 그렇지만 자유를 원하는 농민들이 몰려들기 시작하면서 자주정신을 가지게 되었다 여기에다 각종 박해받던 신앙인들이 몰려들게 되었고, 어느 누구에게도 간섭을 받지 않고 1291년 연방체계로 발전하였다.
스위스는 남쪽으로는 이탈리아의 영향을 받았으며, 서쪽의 프랑스어 사용권 지역과 북쪽의 독일어 사용권 지역으로 나누어져 있었다. 개혁 즈음에 이르러서는 프랑스의 프란시스 1세의 박해를 피해서 많은 프로테스탄트신도들이 피난 와서 슈트라스부르크를 중심으로 이민사회를 형성하기도 하였으며, 제네바도 이들에게 안식처를 제공하기도 하였다.
이처럼 산업의 발달이 거의 불가능한 지역이었으나, 지리적인 조건 아래에서 단련된 신체적 강인함으로 인해서 스위스인들은 오래전부터 교황청의 용병으로 일해서 재정적 수입을 충당하였다. 이러한 전통적인 용병제도는 프랑스의 아비뇽 교황청 시절에 양쪽으로 용병이 팔려가는 바람에 민족 간에 편이 갈려 전투를 했던 고난을 겪었으며, 카를 5세와 프랑수아 1세 사이의 전투에 다시 한 번 용병으로 팔려가서 동족끼리 살상하는 모순을 겪었다. 그래서 스위스의 개혁은 용병제도의 근절이라는 재정적 수입원의 차단으로부터 시작된다고 해도 크게 틀렸다고 말할 수 없다.

### 츠빙글리의 개혁

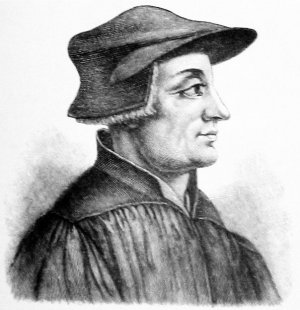
울리히 츠빙글리

츠빙글리는 독일의 개혁자 루터와는 많은 점에서 차이가 있었다. 신학적으로 성만찬에서 나타난다. 루터는 개인의 구원의 확신을 위한 영적 투쟁으로부터 출발해서 복음 안에서 구원의 확신을 가진 다음에 로마 가톨릭의 부정과 부패를 발견하는 순서를 밟았었다. 그러나 츠빙글리는 처음부터 교회의 부정과 부패를 발견하고서 이것들을 에라스무스적인 풍자와 학문적인 공격으로 해결하려고 하였다. 그러므로 츠빙글리는 개인의 구원과 말씀 안에서의 구원의 확신이 처음부터 약했다. 그렇지만 그는 나중에 목회자로서의 경륜이 쌓여감에 따라서 교회와 교인들의 요구 사항이 무엇인가를 깨닫게 되었으며, 본인도 점차적으로 복음의 진수를 깨닫게 되었다. 그러므로 그의 복음 이해는 인문주의적인 합리적 요소가 끝까지 있었다. 여기에 불만을 품은 재세례파 사람들이 취리히를 중심으로 반기를 들면서 재세례를 베푸는 불상사가 일어났다. 그렇기 때문에 츠빙글리는 과격 재세례파 사람들과도 싸워야 하는 이중 고통이 있었다.
츠빙글리의 개혁은 민족주의적인 요소가 루터보다 훨씬 강하였다. 그는 용병으로 벌어들이는 수입보다는 한 사람의 동족의 생명을 더욱 안타까워했다. 그래서 그의 개혁은 재정적 수입원의 차단이라는 고육책으로 모범을 보이는 데서 인정을 받았다. 츠빙글리는 루터만큼 활발한 저술 활동을 하지는 않았다. 그렇지만 그의 글은 개혁교회의 기초가 될 수 있는 복음 이해와 화체설에 반대하는 영성체 신학을 확립시켰다.
그러나 47세라는 인생의 황금기에 죽음으로 인해서 자신이 벌여 놓았던 많은 일과 사업의 뒷마무리를 후배인 칼뱅에게 양보하고 말았다. 이러한 면에서 같은 인문주의자로 출발해서 개혁주의로 바뀌었던 칼뱅은 가장 적절한 후계자이며, 또한 완성자였다고 말할 수 있다.

### 제네바의 개혁이 이루어지기까지
제네바는 1387년 이래로 도시의 군주로서 주교, 도시의 소유자로서 사보이 가문의 백작, 그리고 자유 시민들로 이루어진 3원 체제에 의해서 통치되어 오다가 1444년 이후로는 사보이 가문에서 주교까지 세습적으로 계승함으로써 자연히 자유 시민들의 반발에 부딪히게 되었다. 이러한 상황에서 제네바의 시민들은 스위스의 자치주들과 동맹관계를 유지하기 위해서 프라이부르크와 제휴하였지만 베른은 이에 동의하지 않아서 적잖은 대결상태를 유지했다.
이렇게 변화하는 상황에서 제네바 시는 소의회와 대의회 제도로 바뀌었으며, 모든 중대사는 대의회에서 결정하였다. 베른은 제네바가 개혁되기를 바라는 눈치였으나, 공개적으로 요구하지는 못했다. 그러다가 그 유명한 현수막 사건이 발생 했다. 현수막에는 "누구든지 자신이 죄를 회개하면 그리고 예수 그리스도의 약속을 진실하게 믿으면 모든 죄에 대한 완전 대사를 수여 받을 수 있다."라고 쓰여 있었다.
이로 인해서 1532년 가을에 제네바에 도착해서 조용하게 가정집에서 설교하던 파렐, 사우니어, 올리베탄은 추방당하고 말았다. 그렇지만 파렐은 제네바를 포기할 수가 없어서 프로망을 불어선생의 자격으로 제네바에 잠입 시켜서 불어교습과 더불어서 개혁적 복음주의를 설교케 하였다. 그러다가 점점 불어난 복음주의자들과 가톨릭주의자 사이에 시민전쟁을 방불케 하는 격렬한 몸싸움도 있었다. 여기에서 윌리라는 이름의 가톨릭 사제가 희생되었다.
가톨릭 측은 대대적인 반격을 시도하려고 하였으나 베른은 복음주의자 편에 서서 옹호하고 나섰다. 프로망의 활동으로 가톨릭 수도자와 공개 토론회가 실시되었으며 파렐은 공개 토론회 참가자로서 1532년 12월20일에 다시금 제네바에 발을 딛을 수 있었다. 그래서 1533년 2월에는 최초의 복음주의식 세례를 베풀었으며, 3월1일부터는 공개적으로 복음주의식 예배를 드렸으며, 수도원의 교회를 빌려서 사오천 명씩 한꺼번에 예배를 드렸다.
이렇게 제네바시는 기사도 정신에 뛰어난 프랑스인 파렐을 맞이해서 개혁을 이끌어 갈 준비를 마쳤다. 이제는 길이 닦인 도로 위에 복음주의 마차를 이끌어갈 마부가 필요하였다. 바로 이러한 요구 조건을 충족시켜 준 사람이 바로 칼뱅이었다.

### 칼뱅의 개혁

#### 시작

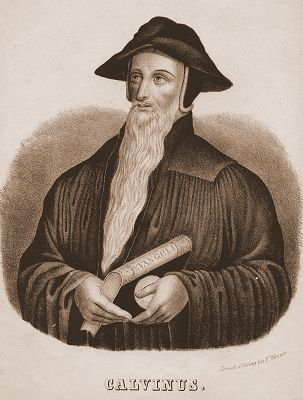
장 칼뱅의 석판화, 추정 1830.

1537년 1월에 칼뱅은 제네바의 대의회 앞에서 자신의 개혁안이 담긴 비망록을 전달하였다. 성만찬, 공중 예배에서의 찬양, 어린이의 종교 교육, 결혼 등 4가지였다. 성만찬은 가급적으로 자주 집행하는 것이 좋으나 현재적인 형편으로는 한 달에 한 번씩 행하는 것이 좋다고 하였다. 그리고 불합당한 자는 주님의 몸을 오염시키지 못하도록 출교에 관한 치리를 제정해서 참여치 못하도록 하라고 하였다. 회중에게는 시편찬송을 적극적으로 권장함과 동시에 가르치도록 하였다. 그리고 어린이들에게 순수한 교리를 가르치기 위해서 간략한 신앙고백이나 요리문답을 작성해서 목회자가 직접 가르치도록 했다. 결혼은 지금까지 악하고 비성경적인 교황청의 법에 의해서 이루어졌으므로 하나님의 말씀에 일치하는 새로운 규정을 제정해야 한다고 하였다. 이상과 같은 칼뱅의 새로운 제안은 교회의 행정에 관한 조항으로서 소의회와 대의회를 통과하였다. 성만찬은 일 년에 4차례 집행하며, 결혼광고는 예식거행에 앞서서 3주 동안 광고하여야 한다고 규정하였다.
제네바시는 칼뱅과 그의 동료 파렐의 가르침에 따라서 종교 개혁을 추진하였으나 모든 사람이 다 같이 개혁에 찬동하는 것은 아니었다. 1538년 1월에 시의회는 원치 않는 사람에게는 성만찬을 베풀지 않는다고 결정하였으며, 2월의 시의회 선거에서는 칼뱅과 파렐을 반대하는 4사람이 특별 평의원으로 당선되었다.
이러한 상황에서 베른시의 간섭과 더불어 개혁을 반대하는 사람들은 재세례파와 손을 잡았으며, 파렐과 칼뱅은 아리우스주의자이며, 자유방임주의자라고 비난하였다. 베른 의회는 제네바를 위시한 전지역을 그들의 손에 넣으려고 하였으며, 정치적으로 군사적으로 연약한 제네바 시의회는 3월에 이르러서 베른의 예전을 받아들이기로 결정하였다. 이러한 사태변화 가운데서 코로우, 파렐, 칼뱅은 제네바시를 떠날 것을 명받았다.
파렐과 칼뱅은 제네바를 떠났으며, 칼뱅은 허탈감에 빠져서 슈트라스부르크에서 연구에 전념하기로 하였다. 그간 파렐과 더불어서 3년 동안 개혁을 시도 하였던 모든 일이 허사로 끝난데 대한 분노와 갈등을 이겨 내면서 연구와 동시에 프랑스 난민들을 돌보는 목회일에 전념하였다.

#### 다시 돌아온 칼뱅과 그의 개혁
파렐과 칼뱅이 떠난 제네바의 상황은 예전보다 좋아지지 않았으며, 오히려 악화되었다. 새로 부임한 목회자를 특별평의원들은 자기의 종같이 부렸으며, 모든 가장들에게 교회에 참석토록 하는 의무규정을 부과 하였으며, 주의 만찬이 제대로 지켜지지 않았으며, 도시의 도덕적 수준은 날로 저하되어 갔다. 이렇게 해서 평의원들은 인기가 떨어지고 다음해 선거에서 재당선하지 못했다. 이때로부터 칼뱅을 다시 초청하려는 움직임이 활발하게 진행되었다. 1539년 10월 대의회에서 대표자를 보내 뜻을 전했다. 그러나 이 기간 동안 칼뱅은 보름스의회에 참석 중이었기 때문에 답장을 유보한 채 번민에 있었다. 이때 파렐의 충고가 크게 작용하였다. 파렐은 제네바가 차지하는 지역적인 중요성을 들어서 제네바가 개혁되면 인근 이탈리아, 프랑스, 스위스의 복음화가 가속화 된다고 강력하게 설득하였다. 칼뱅은 3년여 동안 제네바를 떠나 있다가 1541년 9월 13일 다시금 제네바로 돌아왔다. 그리고 제네바 교회규범을 제정해서 의회에서 통과 시켰다. 이제는 개혁이 순조롭게 진행되었으며, 엄격한 훈련과 경건생활 실천을 위한 각종제도와 이단을 색출해서 처리하는 데 이르기까지 칼뱅은 정열적으로 개혁을 추진하였다.

#### 제네바의 개혁 추진과 칼뱅의 신학
칼뱅은 제네바에서 소위 말하는 외국인이었다. 이런 그가 제네바에서 세력을 얻어 확장시키기까지의 과정은 이루 말할 수 없이 힘들었다. 다시 돌아온 칼뱅과 그들 사이에는 보이지 않는 마찰이 끊임없이 있었다. 뿐만 아니라 많은 사람들이 칼뱅의 사상을 율법적인 독선이라고 비난하였다. 마치 루터에게 농민전쟁이 예기치 않는 결과를 초래하였듯이 칼뱅도 이들을 맞이해서 새로운 국면을 맞이하게 된다.

#### 제네바의 현지인과 자유주의자.
칼뱅의 개혁은 이단을 색출하고 처단하는 데에서 다른 사람과 특이한 점을 가지고 있다. 그래서 이단성이 있는 것은 정죄하였으며, 자유주의자들을 맞이해서는 전통신앙과 신학을 고수함으로써 조금도 빈틈을 보이지 않았다.

#### 장 칼뱅의 신학
칼뱅 역시 신앙 본래의 모습의 회복이라는 관점에서 서방교회 전통적 가르침을 많은 부분을 받아들였다. 그러나 미사를 폐지하였고, 교계제도를 교인 중에서 원로를 선출하는 장로제도로 바꾸었으며, 교회의 성 미술을 우상이라며 배척하고 파괴하였다. 그의 신학은 저서 《기독교 강요》에 잘 나타나고 있다. 칼뱅과 그의 《기독교 강요》 만큼 기독교 신학에 막대한 영향을 미친 예는 드물다. 개혁이 유럽 전역으로 퍼지면서 개신교회의 신학은 점차 칼뱅 쪽으로 수렴되었고, 지금도 개혁의 전통을 고수하는 신학적 유파를 가리키는 개혁주의라는 말은 ‘칼뱅주의’라는 말과 동의어로 쓰이고 있다. 칼뱅주의의 핵심 주장은 '칼뱅주의 5대 강령'이라는 다섯 가지 요점으로 요약된다. 이것은 칼뱅이 만든 것은 아니고 훗날 개혁주의에 반대하는 알미니안주의자들의 이론에 반박하기 위해 도르트 총회에서 정해진 것이다. 하지만 칼뱅주의의 사상을 잘 요약하고 있다.
- 전적 타락 : 육체적인 생명만 갖고 있는 모든 자연인은 그 본성이 타락하여 구원에 필요한 믿음을 만들어내지 못한다는 것이다. 이것은 전혀 믿음을 갖지 못한다는 말이 아니라, 믿음은 그 질(質)이 달라서 그 중에는 구원 받을 수 있는 참 믿음도 있고 받을 수 없는 유(類)의 믿음도 있는데, 다른 종류의 믿음은 사람이 스스로 발휘할 수 있으되 구원에 필요한 믿음은 사람이 스스로 발휘하지 못한다는 것이다. 그래서 이 주장을 '전적 무능력'이라고 하기도 하는데, 주의할 것은 그 '무능력'이라고 함은 사람이 하나님을 믿을 수 있는 기능을 잃었다는 뜻이 아니라 그의 영혼이 타락하여 참된 믿음을 갖기 싫어한다는 것이다. 성경에 나오는 예수 그리스도의 말("나를 보내신 아버지께서 이끌지 아니하시면 아무도 내게 올 수 없으니")로 보건대 하나님이 참된 믿음을 주시기 전에는 아무도 예수 그리스도를 진실되게 못 믿는다는 것이다.
- 무조건적 선택 : 앞의 '전적 타락'설에 의하면 참된 믿음은 하나님이 주셔야만 얻게 되는 것인데, 누구에게 참된 믿음을 줄 것인지에 대한 하나님의 선택에는 아무런 조건이 없다는 것이다.
- 제한 속죄 : 앞의 '무조건적 선택'을 받은 사람이 결국 '구속에 언약' 또는 '은혜의 언약'에서 그리스도의 백성에 해당한다는 것이다. 즉, 예수 그리스도의 속죄의 실효는 하나님의 선택을 받은 사람들을 위한 것이라는 내용이다.
- 불가항력적 은혜 : 성경에 나오는 예수 그리스도의 말("아버지께서 내게 주시는 자는 다 내게로 올 것이요.")로 보건대 하나님이 믿음을 주시기로 작정하신 사람이 그리스도를 아니 믿을 수는 없다는 것이다. 이것은 '구속의 언약'과도 연관이 있다.
- 성도의 견인 : 성경에 나오는 예수 그리스도의 말("나를 보내신 이의 뜻은 내게 주신 자 중에 내가 하나도 잃어버리지 아니하고 마지막 날에 다시 살리는 이것이니라")로 보건대 하나님의 선택을 받은 사람은 하나님의 심판을 받는 자리로 결코 떨어지지 않고 구원이 반드시 성취된다는 것이다. 이것 역시 '구속의 언약'과 연관이 있다.

이들 주장은 개혁주의자들 내에서도 반대가 있었으며, 개혁주의를 반대하는 많은 프로테스탄트 종파들로부터 공격을 받고 있다. 또한 개혁교회나 장로교회도 시간이 지나면서 여기에서 완화된 입장을 취하고 있다. 또 칼뱅은 세르베투스를 신학적 관점 차이로 처형시켰다는 오해로 비난을 받기도 한다. 그러나 세르베투스는 칼뱅을 만나기 전 이미 스페인과 프랑스의 교황청 소속 교회 재판소로부터 공석 상태에서 사형 선고를 받았으며, 이로 인해 칼뱅이 있던 제네바에서 체포되었으나 제네바 시의회의 재판을 다시 받게 된다. 프랑스인으로서 시민권이 없던 칼뱅은 신앙회의(이단 심문은 아님)에서 세르베투스의 이단성을 증명하는 것 외에는 재판에 다른 영향력이 없었다. 결국 제네바 시의회는 세르베투스를 이단자라는 명목으로 화형에 처했고, 이리하여 세르베투스는 칼뱅 생전에 제네바에서 종교적인 이유로 사형 당한 유일한 인물이 되었다.

#### 칼뱅과 신정정치
제네바는 본래적으로 자유스러운 분위기였고 자유가 강조되는 도시였다. 그러나 칼뱅은 타락한 사람들을 바로 잡기 위해서는 강력한 생활규범과 훈련이 필요했다고 생각했다. 그래서 그는 부임하자마자 4가지 개혁안을 부르짖었으며, 그는 신학이 사회권력에 영향을 주어야 한다고 생각했다. 그의 사상은 제네바 행정 사법에 영향을 주었다. 몇 가지 예를 들면, 춤, 도박, 주정, 술집 출입의 횟수, 방종, 사치, 접대 행위, 지나치게 화려하거나 분수에 넘치는 의복 착용, 음란하거나 비신앙적인 노래 등에 금지, 혹은 비난, 구금형을 가하였다. 심지어는 잔치집의 접시까지 세며 규제했다. 주민들의 교회 참석 여부를 감독하는 사람이 파견되었으며, 교회법원의 사람들이 가정을 1년에 한 차례씩 찾아가서 신앙상태를 점검 하였으며, 심지어는 길거리에서 무심코 뱉은 말까지도 책임져야 했다. 이상과 같은 엄격한 규율은 네덜란드와 스코틀랜드, 그리고 영국의 퓨리탄에 이르기까지 개혁교회의 주된 윤리가 되었으며, 현재까지도 전통으로 이어져 내려오고 있다.

#### '칼뱅의 개혁' 평가
칼뱅의 가장 큰 업적으로 평가 받는 것은 개혁 운동의 신학이 사상적 체계를 잡는 데 그가 미친 영향이다. 이것은 그의 저서 《기독교 강요》가 갖는 의미라 해도 무방하다. 개혁을 이끈 많은 인물들이 있었지만 결국 개혁교회의 신학은 점차 칼뱅 쪽으로 수렴되었고, 지금도 개혁의 전통을 고수하는 개혁주의 신학은 칼뱅주의라는 별명으로도 불리고 있다. 장 칼뱅의 사상은 유럽교회사에 영향을 주어 불란서, 스코틀랜드, 네덜란드, 잉글랜드 등에 영향을 주었다. 칼뱅에 대한 비난 중엔 그가 자신과 이념을 달리하는 그리스도인들에 대해 종교적인 비관용했다고 지적한다. 그러나 그것은 당시 사회적 제도와 상황을 고려하지 않은 현대적 관점이다.

## 영국의 종교개혁

### 헨리 8세

#### 종교개혁의 동기
헨리 7세는 잉글랜드 내부의 결속을 어느 정도 다진 다음에 에스파냐와의 우호관계를 더욱 공고히 하기 위해서 에스파냐 왕 페르디난도와 이사벨라 사이의 셋째 딸인 카타리나를 맞이해서 큰아들 아더와 결혼시켰다.
1501년 11월 14일 화려한 결혼식을 올렸으나 1502년 4월에 신랑이 사망하고 말았다. 그러자 이사벨라는 강력한 압력을 가해서 아더의 동생 헨리 8세와 재혼시킬 것을 요구했다. 만일 듣지 않으면 결혼 지참금을 회수하겠다고 했다 이렇게 해서 캐서린은 1509년 시동생인 헨리 8세와 결혼하였다.
철이 들면서 헨리 8세는 어쩔 수 없는 결혼이었지만 아들을 낳아서 왕위를 계승하려고 했으나 캐서린과의 사이에는 딸만 낳았고 그것도 다 죽고 오직 메리 튜더만 살아남았다. 왕자가 없이 딸만 있다는 것은 자칫 영국이 후계자 문제로 외세의 간섭을 받게 될 수 있다는 것을 의미했다.
이런 과정에서 헨리 8세는 궁녀 앤 볼린과 사랑에 빠진다. 그리고 아이를 갖고 만다. 그래서 자신과 캐서린의 결혼은 근친혼을 금지한 성서에 어긋나는 결혼 이므로 혼인을 무효화 하고 앤과 결혼하기를 원했다. 월시 추기경은 이 일을 추진하기 위해 잉글랜드를 떠난다.
그러나 헨리 8세의 혼인무효 요청은 교황 클레멘스 7세의 불허로 거부되었다. 이에 토마스 울지는 그 책임을 물어 실각되고 그의 뒤를 이어 토머스 크랜머 캔터베리 대주교가 영국의 실권자가 되었다.
토머스 크랜머는 헨리 8세의 요구에 따라 교황권 제한령과 사전 보호법을 발동시킨다. 이 두 가지 법으로 로마교회 지도자 교황의 권한이 영국 내에 들어오지 못하고 국왕의 허가 없이 교황에게 항소할 수 없게 되었다. 이렇게 해서 헨리8 세와 앤과의 결혼이 적법하다고 공포되고 앤은 왕비가 되었다.

#### 왕위지상권
1533년 9월 앤이 공주 엘리자베스를 낳았으며, 1534년에는 왕위지상권(Royal Supremacy, 흔히 수장령이라고 잘못 말한다.)이 잉글랜드 의회에서 통과되었다.
왕위지상권은 잉글랜드 종교개혁이 루터사상의 영향에 따라 진행되었음을 말해준다. 국가권력을 하느님께로부터 나온 신성한 것으로 이해한 루터의 영향이 잉글랜드 교회가 왕위지상권으로써 로마 가톨릭교회로부터 독립하도록 했기 때문이다. 왕위지상권은 "신앙상의 권위 또는 잉글랜드 성공회 교구가 개혁 또는 수정을 시도할 경우, 그 과오, 이단, 죄악을 검열하고 개혁과 수정을 가하여 근절한다"는 권리가 왕권에 있다는 선언이며, 민주주의가 당연한 것으로 여겨지는 현대에는 존재하지 않는다. 더구나 교회가 세속 정치권력을 갖고 있거나 정치인들과 곁탁한 당시 유럽교회에서 왕위지상권은 전혀 이상한 게 아니었으므로, 민주주의에 익숙한 현대인의 관점에서 이를 비판하는 것은 무리가 있다.

#### 수도원 해산
1536년에는 부패의 온상이던 수도원을 해산시키는 수도원 해산법을 통과시킴으로써 6세기이후 로마교회의 지배를 받던 잉글랜드 성공회는 로마교회에서 독립하였다. 이에 교황청은 격노하여 헨리 8세를 비롯해 앤 볼린, 크랜머 등을 파문하였다.

#### 왕위계승법
앤의 두 번째 임신과 더불어서 왕위 계승법을 통과시켰는데 이 법은 누구든지 왕자를 낳으면 계승권을 가지고 그 다음으로는 메리, 그리고 그 다음에는 엘리자베스라고 명기하였다.
1536년 앤이 두 번째도 아들을 낳지 못하자 헨리 8세는 간통죄를 적용해서 처형시키고 그의 눈길은 세 번째 여인인 제인 시무어에게로 향했다. 그는 아들 에드워드 6세를 낳고서 죽고 만다. 그 후 헨리 8세는 클리브즈의 앤과 결혼하였으나 이혼한다.
그러자 보수파에서 캐서린 하워즈를 왕비로 내세우면서 로마 가톨릭 6개 조항을 발표시켰다. 그러나 보수파도 얼마가지 못하여 헨리 8세는 캐서린 하워즈를 간통 혐의로 처형하고서 마지막이자 여섯 번째 부인인 캐서린 파아와 결혼하였다. 1547년 헨리 8세가 죽음으로써 에드워드 6세가 왕위에 오른다.

#### 중도노선
헨리 8세는 6번을 결혼하면서 각 권력의 암투에 휘말리면서 개혁보다는 권력 유지에 부심했다. 즉 개혁을 향한 의지 따위는 없었다. 그러나 어느 쪽에 치우치지 않고 지리적인 이점을 이용해서 독립을 유지하였다.
그래서 영국 성공회는 신앙적 극단을 피하는 중용(Via Media) 입장을 유지하고 있었으며, 지금도 성공회는 신앙적 극단을 피하는 중용의 입장을 취하고 있다.

### 에드워드 6세

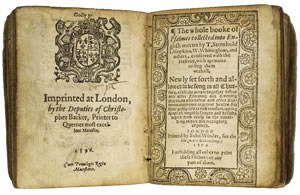
1596년판 성공회 기도서

#### 개신교 노선의 종교개혁
에드워드 6세는 너무도 어린 나이인 10세에 왕위에 오르게 되었다. 그래서 자연히 외척이 힘을 가질 수밖에 없었다. 삼촌이었던 헤르포드의 백작은 섭정으로 선출됨과 동시에 서머셋 공작으로 승진 하여서 국가의 총사령관직을 수행하게 되었다. 실권을 장악한 서머셋은 프로테스탄트 추종자였다. 따라서 잉글랜드 성공회는 프로테스탄트 사상에 따라 잉글랜드 종교개혁을 진행하였는데, 당시 개혁방향은 다음과 같다.
- 로마 가톨릭 6개 조항을 파기시킴과 더불어서 로마 가톨릭과 관련된 모든 법을 파기했다.
- 국회는 성만찬 집전시 보혈과 성체(聖體)의 분배를 허용하였으며, 성직자의 결혼을 금하는 법령을 무효화 시켰다.
- 에드워드 제1기도서가 작성되었다.
- 금서로 지정되어 있던 영문성서의 출판과 판매의 자유가 허락되었다.
- 에드워드 제2기도서가 마련되었다.
- 잉글랜드 성공회의 대헌장이라고 할 수 있는 42개 조항이 발표되었다. 이 헌장은 엘리자베스 1세 여왕 시절에 영국 성공회 39개조 신조로 대체되기는 하였으나, 영국 성공회의 근본적인 신앙을 그대로 가지고 있었다.
- 새로운 헌금법을 발동하여서 교황청으로 가던 모든 헌금을 국왕의 수입으로 돌려 놓았다.

#### 유럽 종교개혁자들의 영향
이상과 같은 변화가 영국에서 일어나자 로마 가톨릭교회의 탄압을 피해 유럽으로 피난 갔던 개혁추진파들이 급거 귀국하였으며 동시에 유럽으로부터 신앙의 자유를 찾아서 영국으로 망명 오는 사람들도 있었다. 이렇게 해서 대륙으로 피난하였던 사람들이 새로운 학문과 개혁적 전통을 영국 교회에 소개하기 시작함으로써 영국의 대변화가 일기 시작하였다.

### 메리 1세의 반동

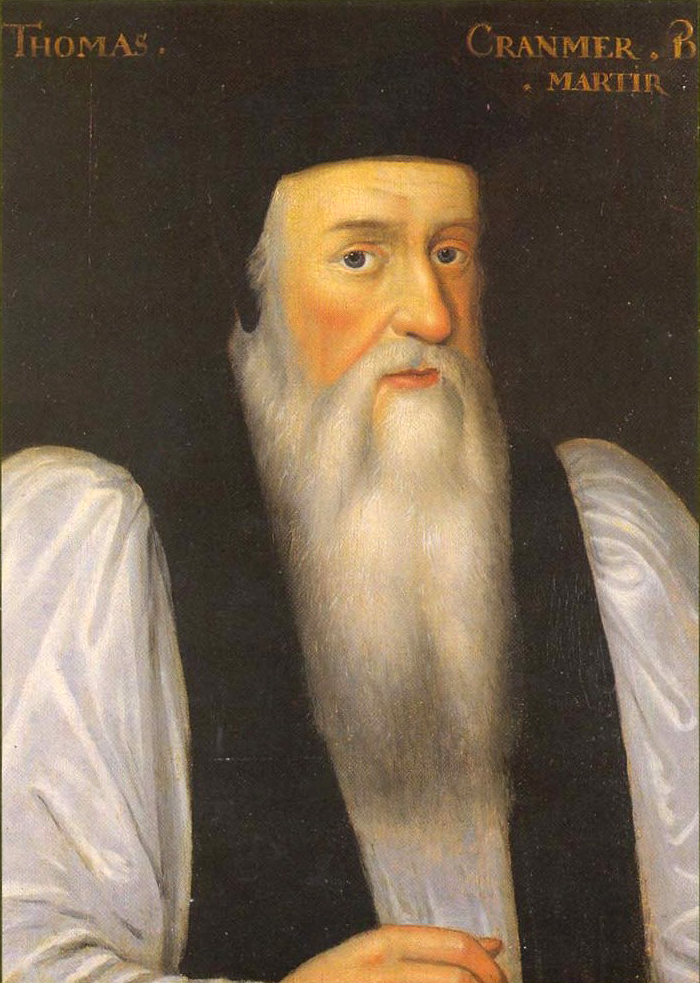
토마스 크랜머

에드워드 6세의 사망은 영국의 왕위 계승 문제를 야기했다. 일부의 귀족들이 독실한 성공회 신자인 레이디 제인 그레이를 왕으로 올렸으나 영국인들의 민심은 불우한 어린시절을 보낸 메리에게 있었기에 제인은 9일 만에 왕위에서 쫓겨났다. 왕위에 오른 메리는 수 많은
귀족 및 성직자들의 반발을 무시하고 영국의 로마 가톨릭화를 재추진하였고 헨리 8세와 에드워드 6세 때 제정된 법령을 상당 수 번복하였다. 또한 헨리 8세와 캐서린의 결혼은 적법한 것이었으며, 메리 자신은 적법한 왕위 계승자라고 선포하였다.
메리는 에드워드의 6세의 모든 신앙적 법안을 폐기시켰고, 헨리 8세 시절의 반-교황적인 법을 무효화했으며 성공회의 감사성찬례가 아닌 로마 가톨릭 미사를 다시금 실시하게 했다.
메리가 에스파냐 왕 펠리페 2세와 결혼함으로써 잉글랜드를 떠난 로마 가톨릭교회 성직자들이 속속 복귀하였으며, 교황청 사절이 공식적으로 다시 파견되었다. 교황청 사절은 순종법을 발동시킴과 동시에 이단 규제법도 발동시켰다. 이때부터 개신교 신자와 성공회 신자들에 대한 박해가 시작되었다.
메리 1세는 피의 여왕이라는 별명이 붙을 정도로 많은 개신교 지도자들과 토머스 크랜머 대주교, 휴 래티머 주교 등의 성공회 성직자들을 처형하였다. 역사학자 앙드레 모로아의 《영국사》에 따르면, 휴 래티머 주교는 순교를 앞두고 "오늘 영국은 하느님의 빛, 영원히 꺼지지 않을 영원한 빛으로 밝게 될 것이다."라는 말을 하였다.
토머스 크랜머 대주교는 성공회 전례와 성사의 기준인 성공회 기도서를 1549년 작성한개혁자였다. 그는 휴 래티머 대주교가 순교한 뒤에 순교하였는데, 정부의 공작에 의해 한때 성공회 신앙을 버렸다. 하지만 자신의 비겁함을 부끄럽게 여기고 신앙을 버리지 않았음을 공언하였으며, 화형으로 순교하였다. 순교 당시 크랜머 대주교는 신앙철회서에 서명한 자신의 오른손을 불태웠다.

### 엘리자베스 1세의 수습

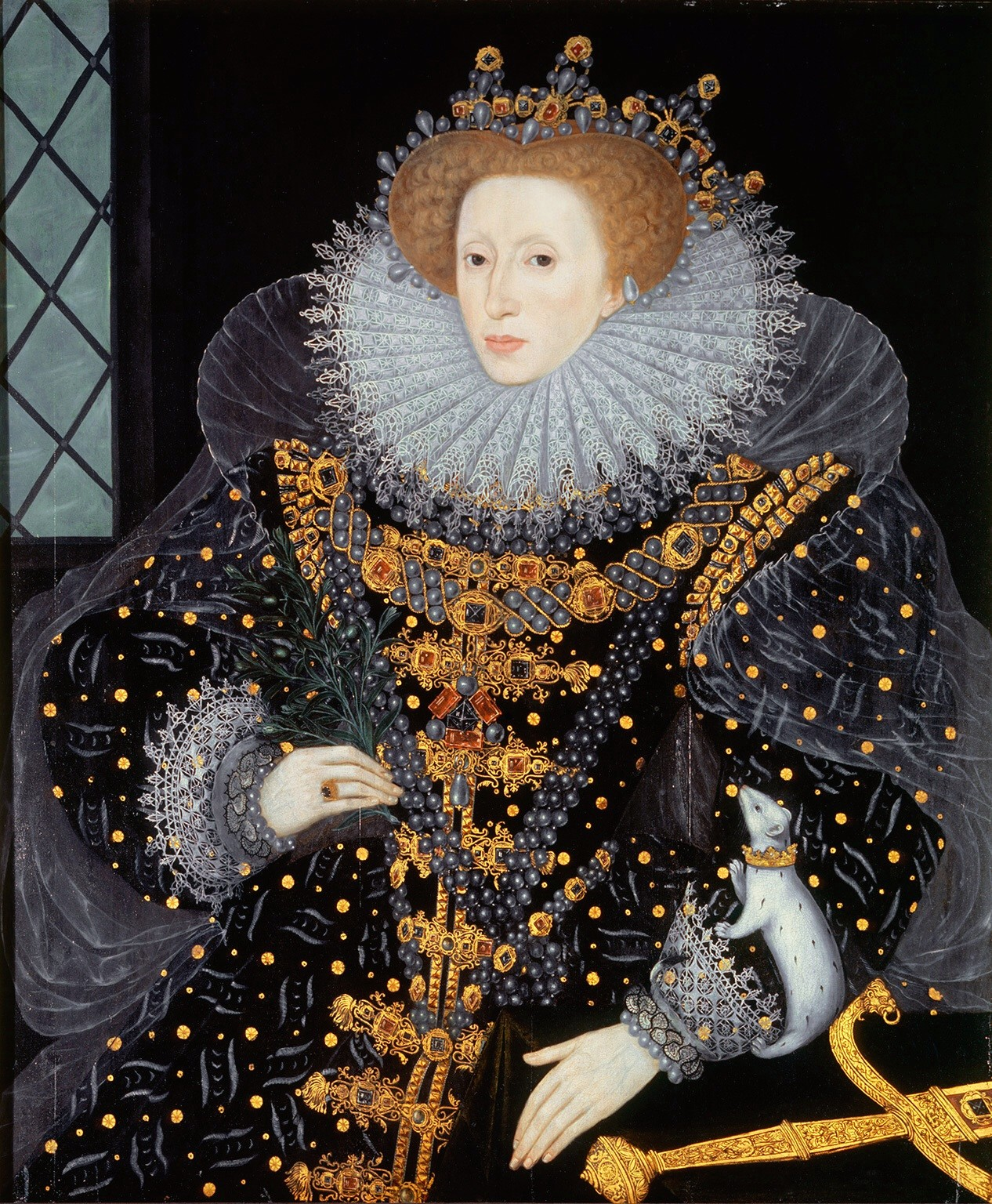
엘리자베스 1세

#### 중도노선
엘리자베스 1세(1559년- 1603년)의 즉위 이전부터 영국의 전체적인 분위기는 개신교 쪽으로 흐르고 있었다. 엘리자베스는 1559년 1월 15일 대관식을 거행하고서 왕위에 올랐다. 그녀는 1603년에 이르기까지 영국과 영국 성공회를 프로테스탄트쪽으로 이끌어 갔으나 어느 한 쪽으로도 과도하게 흐르지 않았다. 종교 개혁 이후의 대립을 막기 위해 엘리자베스 1세는 프로테스탄트와 로마 가톨릭간의 극단을 피하는 중용노선(Via Media)을 걷기 시작했다. 엘리자베스 1세는 1588년 에스파냐의 무적함대를 무찌름으로써 교황권과 로마 가톨릭주의로부터 영국을 보호하는데 성공했다. 

#### 청교도
일부 개신교 신자들은 이에 불만을 가졌는데, 이들을 청교도라고 한다. 청교도들은 장 칼뱅의 개혁 사상을 따르는 프로테스탄트 신자들을 말한다. 이들은 잉글랜드 성공회의 로마 가톨릭 잔재들을 청산하기를 바랐으며, 청아에서 만든 역사책인 영국사에 따르면 성공회 교회 안에서 활동한 청교도들과 성공회 교회 밖에서 활동한 청교도들이 있었다.

#### 통일법
엘리자베스 1세는 여러 번의 반대를 물리치고서 4월 29일 여왕의 영국 교회 지존법을 통과시켰다. 이렇게 해서 모든 성직은 여왕에 종속되었다. 이 권한을 바탕으로 영국 교회 통일법을 통과시켜, 사제나 주교 등의 영국 성공회 성직자들의 예복과 교회의 장식을 비롯한 모든 것을 통일시켰다.

#### 칼뱅주의 사상의 영향
엘리자베스 1세는 1563년 두 번째 의회 소집으로써 제2차 통일령을 통과시켰는데 이번에는 훨씬 더 개혁을 강하게 추진하였으며, 많은 점에서 칼뱅주의의 영향을 받는 쪽으로 기울어져 갔다. 1556년 매슈 파커 캔터베리 대주교에 의해, 에드워드 6세의 42개 조항을 영국 성공회 39개조 신조로 개정하였는데, 프로테스탄트의 영향을 받아서 로마 가톨릭의 교리에 대해서 비판적인 모습을 보이고 있다.

#### 분열
그러나 1563년 두 번째 의회는 영국 성공회의 통일법을 놓고 분열을 초래하였으며, 통일법에 저항한 청교도 측의 패배로 끝났다. 교황청은 엘리자베스 1세를 파문시켰으며 여기에 맞선 엘리자베스 1세는 반 교황법을 통과시켰다. 그리고 1585년 예수회 사람들을 영국에서 강제로 추방하였다.

## 급진 개혁
종교개혁은 루터회, 장로회, 그리고 성공회로 대변되는 3대 보수적 개혁과 재세례파, 성령주의파, 그리고 반 삼위일체파로 이어지는 3대 급진적 종교개혁이 있다. 후자에 속하는 종교개혁을 흔히 과격파 종교개혁이라고 부르는데, 그 이유는 전자가 이룬 개혁에 만족하지 못하고 한쪽으로 너무 기울어지며, 성서에 어긋났기 때문이다. 이들은 로마 가톨릭 교회 뿐만 아니라 보수파들에게도 배척을 받았다. 그래서 이들은 한시적인 운동에 불과했다고 말할 수 있다. 그렇지만 이들에게는 온건한 보수파들에게서 볼 수 없는 신선함이 있었고, 이들은 집단적인 공동체를 거점으로 해서 카리스마적인 권위를 가진 사람들의 운동이었다는 점에 특징이 있다.

### 재세례파
재세례파는 유아세례를 부정하는 개혁의 분파를 지칭하며, 유아세례를 받은 이는 재세례를 통해야 하나님의 은혜를 받을 수 있다고 보았다. 교회와 국가 사이에 상호 긴장 관계 수립, 정치 참여 금지 등을 설교하여 국가를 신뢰하지 않았다.
재세례파의 주요 분파는 다음과 같다.

#### 스위스 형제단
재세례파의 활동의 시작은 스위스로부터 일어났다. 콘라도 그레벨은 츠빙글리의 개혁안에 만족하지 못하고 보다 더 철저한 개혁을 원했다. 그래서 그들은 형제단을 조직하여 사람들을 규합하였다. 그들은 예배와 신학과 교회 행정에서는 초대교회를 따라야 한다고 주장하면서 교회라는 용어를 배제하고 공동체라는 용어로 대체하였고, 찬송가도 성서적 근거가 없다고 반대하였다. 이들은 유아세례의 반대, 세속적인 직업 거부, 정치 참여 금지 등을 주장하였다. 그러다보니 로마 가톨릭 교회와 루터교회 그리고 스위스의 개혁교회들로부터 박해를 받게 되었다. 이들은 모든 문제를 평화적으로 해결하려고 했다. 비폭력을 주장하였던 것이다. 그리고 이들 공동체의 일원이 되기 위해서는 죄 회개, 그리스도에 대한 확신, 그리고 거듭난 생활의 모범을 보여야 했다.

#### 뮌스터의 은거자들
멜키오프 호프만은 본래 루터교회에 입문했다가 츠빙글리를 거쳐 재세례파로 옮겼다. 그는 초대교회의 영지주위에 가까운 이론을 가르쳤다. 그리스도의 몸이 하늘에서 내려왔다는 이론과 묵시적인 종말론을 가르쳤다. 그리고 예수는 스트라스부르에 재림해서 새 예루살렘을 건설한다고 하였다. 이런 소문이 네덜란드까지 퍼지면서 많은 사람들이 몰려들기 시작했다. 그러자 시 당국은 멜기호프를 감금하자 더 많은 사람들이 몰려왔다. 그리고 그를 처형하자 이제는 장소를 뮌스터로 옮겨서 임박한 그리스도의 재림을 설교하였다. 이렇게 전개되자 도시 밖의 재세례파들을 처형하기 시작하였다.
이 소식을 들은 도시 내의 재세례파 종말론자는 로마 가톨릭 전통의 모든 유산들을 파괴하고 소각하고 도시 내의 비 재세례파 사람들을 축출하였다. 급기야는 전쟁으로 번져서 남자들의 죽음으로 일부다처제를 실시하였다. 그러나 여기에 불만을 품은 내부 반동자들이 교황청에서 파견한 군대와 내통하고서 성문을 열어 주었으며, 결국 그들은 무참히 살해되어 갔다.

#### 메노나이트
메노 시몬스는 네덜란드 출신의 로마 가톨릭 사제로 일하다가 재세례파에 가담한 사람으로서 『기독교 교리의 기초』라는 일종의 변증서를 저술하였다. 그는 이 책에서 과격파가 부르짖었던 칼(폭력), 일부다처제도 등을 반대하면서 재세례파의 새로운 신학을 정립하였다. 뒤에 메노 시몬스의 신학을 따르는 사람들을 메노나이트(영어: Mennonite) 즉, 메노파라고 부르게 되었다. 이들은 스위스형제단과 관점이 유사하며 원하는 자에게 세례를 베풀었으며, 교인들의 성서 중심적인 훈련을 강조하였다. 성만찬은 그리스도와의 연합을 상징하며, 비신자와는 결별하고 정직하게 살아가도록 했고 공직을 거부하게 했다. 특히 그리스도의 사랑과 고행을 실천하는 길을 강조하였다. 또한 그리스도인은 평화를 위해서 부름을 받았으므로, 폭력이외의 방법으로 문제를 해결해야 한다는 기독교 평화주의에 근거, 전쟁과 폭력에 반대했다. 그래서 메노나이트는 병역을 사회봉사로 대신하는 양심적 병역거부로 평화주의를 실천해오고 있다. 유아세례를 반대함으로써 재세례 금지법을 어겼으며, 이원론적인 세계관을 가지고 교회와 세상을 분리했다. 메노나이트에서 자의적인 세례를 통해 인간의 공로를 강조하는 결과를 초래했다는 주장도 있으나, 이는 오해이다. 교회역사속의 메노나이트는 인간의 공로가 아닌 믿음을 강조했으며, 세례를 베푼 것도 본인의 의지와는 무관한 유아세례에 반대하는 의미를 갖고 있다.

### 성령주의자
아시시의 성(聖) 프란체스코로부터 종교 개혁이 한창 무르익을 때까지 개인적인 영적생활을 강조하는 사람들이 있었다. 이들은 교권적인 기도문에 의한 형식적인 기도보다는 하느님과의 직접적으로 영적인 교제를 바람으로써 자연적으로 반(反) 교회적인 공동체를 형성했다. 이들은 종교 개혁의 대원리인 성서와 은총과 믿음을 거부하고서 대중 속에 파고들어서 조용하게 활동하는 사람들이 있었다. 대표적인 신령주의자가 토마스 뮌처이다. 토마스 뮌처는 루터의 오직 성서(라틴어: Sola Scriptura)를 비판하며, 그리스도인이 직접 성령을 경험하는 것을 중요하게 생각하였다. 성서가 하느님의 영감으로 기록되었다면, 그리스도인은 성령을 직접 경험하면 충분한 것이 아니냐는 것이 토마스 뮌처의 견해였다.
이들은 성서보다는 하나님과의 직접적인 교제에서 얻은 영감 즉, 주관적 종교경험을 더욱 권위 있는 것으로 보면서 기록된 성서의 권위를 무너뜨렸다. 그리고 오직 각 개인이 하나님을 직접 경험하는 주관적 종교경험을 가장 가치 있게 보았다. 그러다보니 그리스도의 성육신을 불필요한 것으로 보므로 삼위일체와 성육신을 부인하는 쪽으로 흐르기 쉽다. 어떤 면에서는 이들은 합리주의적인 면을 많이 내포하고 있다고 말할 수 있다. 그 대표적인 사람들로서 캐스타슈벵크펠트(1489년-1561년), 세바스티안 프랑크(1499년-1542년), 후안 데 발데스(1490년-1541년)등을 들 수 있다 이들은 모두 체계적인 교권을 부인하는 사람들이었다. 그리고 신비주의자라고 할 수 있다. 그러나 이들이 주장하는 내면적인 영적인 교제는 언제나 가장 합리적인 방향으로 흐르기 마련이었으므로 어떠한 면에서는 이들이 19세기에 활발하게 진행되었던 자유주의 신학의 선구자라고 말할 수 있다.

### 반삼위일체파
루터는 종교개혁을 하겠다고 처음부터 부르짖은 것이 아니었다. 이러한 면에서 루터는 기독교의 기본적인 교리와 예전을 부인하는 것이 아니라 잘못 시행되고 있는 면을 바로잡자고 외쳤을 뿐이다. 그런데 루터로부터 시작된 개혁의 바람을 타고서 기독교의 가장 핵심적인 기본 교리를 부인하는 무리들이 있었다. 이들은 이탈리아와 에스파냐를 중심으로 활동하다가 유럽의 자유지역이라고 할 수 있는 폴란드, 모라비아 지역으로 도피하였다. 그리고 네덜란드를 거쳐서 영국으로까지 퍼졌으며, 신대륙의 발견과 함께 미국으로까지 퍼져 나갔다. 이들의 신학적인 이론은 "라코비안 요리문답"을 통해서 알 수 있다. 이들의 신학적 구조는 속죄론에 있다. 이들은 전통적인 속죄설을 부인하는 틀 안에서 삼위일체를 부인한다. 그래서 이들은 예수의 대속적인 희생을 통해서 구원받는 것을 반대하고, 예수가 도덕적인 스승으로 뛰어난 삶을 살았기 때문에 신적인 능력을 받았다고 했다. 그러므로 인간의 구원은 삼위일체 하나님을 믿는 것보다는 도덕적 스승으로서의 예수의 삶의 모범을 따라서 거룩한 생활을 하는 데 있다고 하였다. 그리고 이들은 예수 그리스도와 성령을 배제하였기 때문에 삼위일체론자가 아니라 일위일체론자였다. 흔히 유니테리언이라고 부른다.
반삼위일체론자들은 인격적으로 매우 존경할 만한 사람들이었다. 높은 학식과 지식을 소유한 사람으로서 도덕적으로 칭찬 받을 만하였다. 이런 도덕적인 윤리관 덕택에 지금까지 존재할 수 있었다. 그렇지만 이들이 기독교의 핵심인 예수그리스도를 인간으로 전락시켜 초대교회의 에비온주의와 비슷한 면이 있다는 비판도 있다. 여기서 에비온주의는 예수는 완전한 인간이며, 하느님께서 그를 양자로 삼음으로써 하느님의 아들이 되었다고 본 고대교회의 이단종파를 뜻한다.

## 개혁 반대파, 천주교회의 대응(반종교 개혁)
서방교회 개혁 반대파인 교황청으로서는 어떻게 해서든지 잃어버린 권위를 회복해야만 했다. 이러한 절대적인 필요성에서 기존 서방교회의 신학적 입지를 확보하려는 트리엔트 공의회를 개최하여 개혁찬성파와 다른 방법으로 16세기 이전의 서방교회와 다른 서방교회의 방향을 설정하고자 하였다. 긍적으로는 16세기 이전의 서방교회의 틀을 종교개혁 찬성파와 다른 방법으로 구축하고, 현재의 천주교회의 틀을 구성한 것이라고 말할 수 있다. 이를 위해 새롭게 조직된 예수회라는 종단의 창설을 허락하였다. 하지만, 불행하게도 신학 이론과 교리적 변화, 일부 제도 변경 이외에 실제적인 쇄신 운동은 실천으로 이어지지 못하고 시도에 그쳤다. 그것은 개혁 찬성파를 추방하고 그들과 분리를 이룬 이후이기에, 교황청 안에서 실천적 개혁을 주도할 중심 세력도 잃었고, 주도권을 지닌 교황이 교회 문제에 관심을 두기보다는 세속 문제에 몰두할 수밖에 없었기 때문이다. 교황청은 오스만 제국 등 이슬람 세력의 유럽 침공에 반격하기 위해 십자군을 조직해야 했고 유럽 각 나라들의 정치적 분쟁에 일일이 개입하여 중재해야만 했다.
게다가 교황중심주의자들의 개혁 찬성파(개신교도) 살해와 공격을 복수하기 위해 1572년에 신성로마제국의 개혁 찬성파 용병들이 교황령에 쳐들어 와 로마를 약탈하는 사건이 일어나는 등의 일로 교황청도 그에 따라 종교개혁에 능동적으로 대처하기보다는 오히려 태도가 강경해질 수밖에 없었다. 결국 천주교회는 자유주의가 절정에 이르렀던 1869년-1870년의 제1차 바티칸 공의회에서 더욱 더 보호망을 강하게 하였다. 개신교회가 가톨릭교회의 종교개혁 찬성가들인 종교개혁자들의 살해와 약탈을 용서하고, 동방정교회가 교황청이 주도한 십자군의 정교회 사제 살해와 약탈을 용서한 이후인 1962년-1965년의 제2차 바티칸 공의회에서 보호막을 벗어 버리고 개방을 허락함으로써 비로소 종교 개혁에 도전장을 던졌다고 말할 수 있다.
천주교회의 교황 바오로 6세는 제2차 바티칸 공의회의 개막식에서 참관인으로 참석한 개신교회와 동방정교회의 종교자들에게 천주교회가 기독교 분열의 책임을 함께 지고 있다고 말하였다.

### 트리엔트 공의회
1545년 12월 13일에 교회 개혁을 수행하려는 강한 의지를 지닌 교황 바오로 3세의 주최 아래 트리엔트에서 공의회가 소집되었다. 18년 동안 열린 트리엔트 공의회는 세 시기 즉, 교황 바오로 3세 치세에 속하는 제1기(1545년-1547년), 교황 율리오 3세가 속개한 제2기(1551년-1552년), 교황 비오 4세 치세 때 열린 제3기(1562년-1563년)로 구분된다.
트리엔트 공의회의 목적은 개혁찬성파, 즉 개신교가 점차적으로 강성해 가는 것과 교회 내부의 부패상을 개혁하는 것이었다. 이런 것은 주교들의 태만으로부터 야기되었다고 밝히며 새로운 각성을 촉구하였다. 이들에 따르면 교회의 증가하는 부패는 영적 이상의 상실, 교리 문제에 관한 신학적인 불명확성, 그리고 교황청의 타락에 그 원인이 있었다. 따라서 회의에서 교회 개혁에 관한 중요 안건으로는 교회의 무능, 성직자 중임제, 그리고 감독 소홀 등이었다. 교리 문제에서는 불가타판 성서를 정경으로 재확인하였다.
그런데 1552년 1월 신성로마제국 황제의 주선으로 회의장에 도착한 개혁찬성파인 개신교측 사절들은 새로운 공의회 소집, 이미 결의된 신앙 교리의 취소, 교황 수위권 거부, 공의회 우위사상의 인정과 같은 요구사항을 내놓았다. 게다가 루터교회를 신봉하는 독일인 기사들이 갑자기 회의장 안으로 난입해 난동을 일으키자 교황은 공의회를 서둘러 중단하였고 더 이상 천주교회와 개신교의 대화는 있을 수 없게 되었으며 기독교 세계의 분열만 두드러졌다.
결국 트리엔트 공의회는 서방교회의 통합이 아니라 서방교회의 분리를 결정 내렸다. 트리엔트 공의회는 개신교를 이단으로 규정짓고 예수회를 앞세워 개신교를 수백년 간 가혹하게 탄압하기 시작했다.

### 예수회의 창설

#### 영성가 로욜라
이냐시오 데 로욜라는 피레네산맥에 접한 로욜라에서 태어났다. 그는 가문의 출세와 명예를 위하여 일찍부터 군대에 입대하였다. 그러나 전투에서 큰 부상을 당해 오른쪽 다리를 절단하는 수술을 하고나서 그는 성서와 여러 성인들의 전기를 읽으면서 영적 지도자로서의 꿈을 키웠다. 그리고 영성 훈련과 은둔 생활, 고행, 대학에서의 공부, 신학 공부를 하였다.

#### 수도회
1541년 4월 14일 예수회는 로욜라를 공식적인 대표자로 선출하고 4월 22일 새로운 수도회로 출발하였다. 예수회의 창설 목적은 분명했다. 헌장에서 밝히는 대로 종교 개혁으로 인해서 실추된 교황의 절대권 회복을 위해서 싸우는 군대 교단이 될 것과 해양 개척으로 인해서 발견된 신대륙에 그리스도의 진정한 복음을 전하는 선교 집단이 되는 것이었다. 그리고 하나 더 붙인다면 학문을 발달시킴으로써 선교의 사명을 달성하는 것이었다. 이 과업을 달성하기 위해서 군대적인 절대 복종이 가장 절실하게 요구되었다.

#### 지혜로운 선교방식
예수회는 신앙의 토착화라는 새로운 선교 방법을 개발하였다. 예수회 선교사들은 선교 지방의 관습과 생활을 이해하려고 부단히 노력하였고, 원주민들과 의식주를 함께하면서 그들이 기독교 신앙을 올바로 받아들이게 하기 위하여 그들의 언어로 교리서를 번역하거나 저술하였다.예수회의 토착화 선교는 선교지역의 전통을 존중함으로써 원주민들의 반발을 줄이는 방향으로 전도하였다

### 종교재판
한때 중세 유럽에 유행했었던 종교재판을 16세기에 자신들의 전제적 통치에 일대 위협을 느낀 교황청이 강경일로로 돌아서서 개신교 박멸의 수단으로 부활시켰다. 용의자로 지목되기만 하면 교황청에서 파견된 심문관의 철저한 고문으로 강요한 고백이 강요된 후 정죄되면 세속 정권에 의하여 형이 집행되었다. 재산 몰수, 투옥, 유배 및 사형 등의 형이 내려졌다. 교황 바오로 4세의 영도 아래 소위 '거룩한 이단심문소(Sanctum Officium Sanctissimae)'라 불리는 악명 높은 신앙교리성성이 모든 나라들의 종교재판 중심기관으로 설립되어 수많은 이단심문관들을 양성하여 전 유럽의 개신교 탄압의 기수로 삼았다.
이러한 종교재판의 폐습은 소위 개혁교회조차도 자유로울 수 없었다. 논란의 여지가 없잖아 있지만, 쟝 칼뱅이 정적인 미카엘 세베르투스를 처형하는데 요긴한 도구로 쓰였으며, 재세례파를 비롯한 소수파를 박멸하기 위하여 종교재판이 열렸다. 이러한 종교재판의 악습은 종교의 자유를 찾아 떠나간 아메리카의 식민지에서도 반복되었다.

## 기독교 교파들
종교 개혁가들의 신학 운동의 결과로 기독교는 로마 가톨릭교회와 동방정교회, 비칼케돈파인 오리엔트 정교회와  개신교로 불리는 루터교, 침례교, 성공회, 개혁교회(장로회) 등의 교파로 태동되었다.

## 평가
종교개혁은 서방 유럽의 중세를 벗어나는 분수령이었다. 단순하게 부패한 서방 교회의 개혁에만 그치지 않았다. 유럽의 역사, 문화와 문명을 온통 뒤바꿔 버린 분기점이었다. 유럽의 각 나라들이 왕권과 이해관계에 결탁한 교황청의 제국주의적 통제에서 벗어나 독립을 얻었으며, 예술에서도 인문주의와 더불어서 신앙적인 주제를 떠나서 인간과 이성을 중심으로 삼았으며, 과학에서도 신앙적인 면에서 벗어나서 합리적인 요구를 하게 되었다. 무엇보다 종교 개혁은 각 나라의 경제적 자립을 확보해 줌으로서 교황청의 재정적 압박과 더불어서 정치적 권위를 상실케 하였다.
1517년 10월 31일을 계기로 일어난 유럽의 종교개혁 운동은 기독교 역사상 가장 큰 파문을 일으킨 일들 중 하나다. 이러한 운동은 긍정적 시각에서 보는 이들도 있는 반면, 부정적 시각으로 보는 이들도 있다.
그 중에서도 위클리프, 틴데일, 후스를 위시하여 교황청의 권위에 대한 신학적 도전은 중세 기독교의 기초에 균열을 가져오게 하였으며, 신비주의 개혁자들의 집단적 운동은 점차 하나의 범시민 운동으로 번져서 교황청의 단일 체제에 커다란 위협을 주었다. 거기에다 교회의 위신은 교황청의 분열로 이어져 땅에 떨어졌으며, 교황청의 지나친 과세는 일반 시민들의 원망을 자아내기에 이르렀다. 이러한 부조리는 16세기 유럽 대륙 중에서 독일의 경우가 제일 심했다. 또한 독일은 연방제이므로 교황의 세력이 왕권을 통하여 직접 미치기가 힘들었으며, 르네상스를 통한 인문주의의 영향이 지성인들 사이에 컸기 때문에 어느 곳보다도 개혁을 원하는 사람들이 많았다. 종교개혁의 최고의 선물은 성경의 권위의 회복과 믿음으로 칭의를 얻게 된 것이다. 오직 믿음, 오직 은혜, 오직 예수, 오직 성경을 새롭게 발견한 것이다.
오늘날 루터의 개혁운동을 보다 폭넓은 동기에서 해석하려는 경향이 있지만, 루터 개인의 입장에서는 종교적 관심에서 출발했던 교회 개혁 운동으로만 보는 것이 더 타당하다. 스위스에는 츠빙글리와 칼뱅에 의해서 종교 개혁이 더욱더 완성되었다. 종교 개혁은 여러나라에서 종교와 정치, 사회와 문화, 그리고 경제에 커다란 영향을 주었다. 종교 개혁의 진정한 교훈은 지상의 어떤 교회도 완전하지 않으며 만일 교리와 삶이 부패되었다면 언제나 오직 성경으로 개혁되어야 한다는 것이다. 이 표현이 바로 개혁되는 교회는 항상 개혁되어야 한다’(Ecclesia reformata semper est reformanda).

## 같이 보기
- 종교개혁의 의의
- 인문주의
- 종교개혁가
- 종교개혁가들의 신학
- 종교개혁 기념일
- 마르틴 루터
- 마르틴 루터의 신학
- 울리히 츠빙글리
- 울리히 츠빙글리의 신학
- 장 칼뱅
- 하인리히 불링어
- 토머스 크랜머
- 성공회
- 잉글랜드의 종교 개혁
  - 와스프(WASP)
- 영국 성공회 39개조 신조